# Erich Neubert

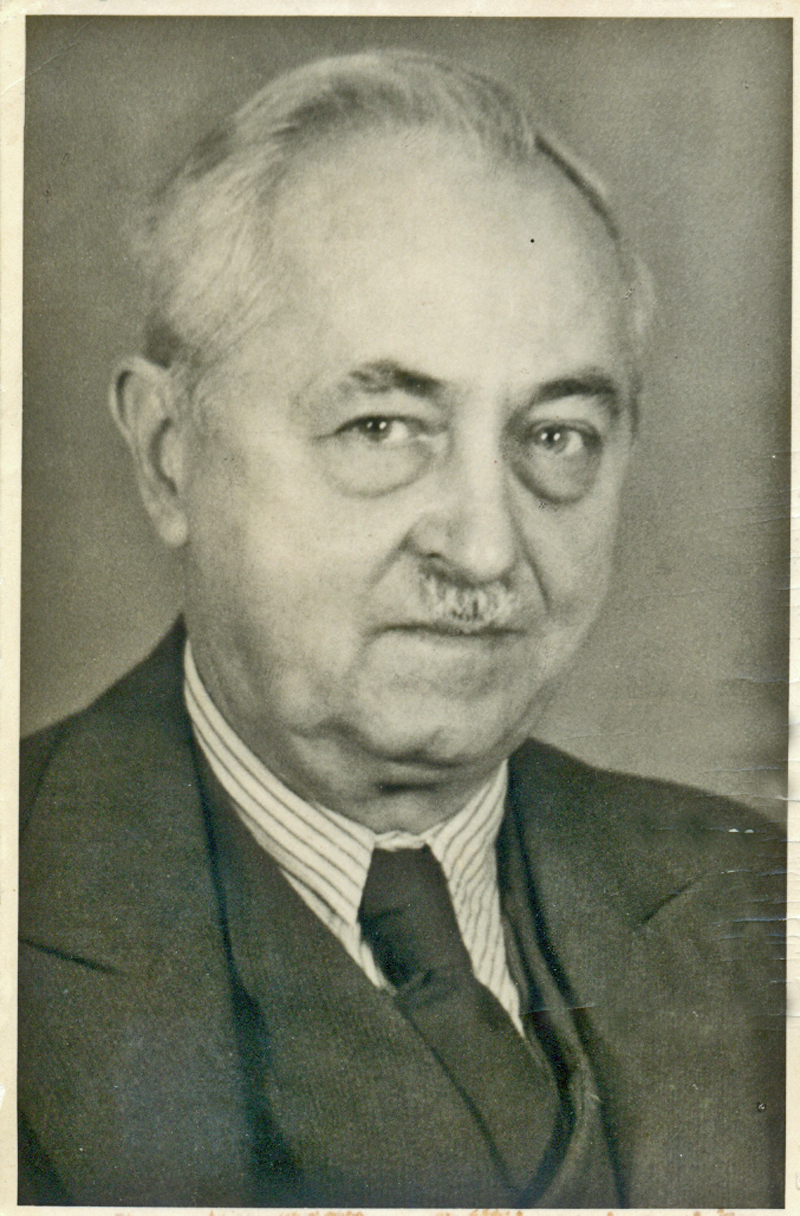
Erich Neubert

Erich Neubert (* 26. Januar 1896 in Chemnitz; † 20. März 1970 in München) war ein deutscher Illustrator von Kinder-, Märchen- und Bilderbüchern, Karikaturist, Zeichner und Maler.

## Leben
Erich Neubert wurde in Chemnitz als Sohn des Johann Gottlieb Neubert (geb. 1811), Müller im Sternmühltal, geboren. Erich Neubert wurde Lehrer. Er war verheiratet mit Margarete Eisold. Das Paar hatte eine Tochter. Bis 1945 war Neubert an der Waisenschule in Chemnitz als Lehrer tätig.
Zu Beginn der 1920er Jahre wurde er vom H. Thümmlers Verlag in Chemnitz, der u. a. Thümmlers Erzgebirgs-Bücher herausgab, mit der Illustration zahlreicher Klassikerausgaben bzw. Auswahlbände beauftragt. Auch die Erzgebirgsbücher sind z. T. von Erich Neubert illustriert. Neubert schuf auch zahlreiche eigene Werke, vor allem Märchenbücher, entwarf Kalender und Spiele. Bis heute gedruckt werden seine Abreiß-Adventskalender mit jeweils einer weihnachtlichen Geschichte in 24 Bildern. Er entwarf auch andere Adventskalender, z. B. einen Adventskalender mit Wunschzettel. Bis 1945 zeichnete er außerdem Karikaturen und Milieubilder für die Sonntagsbeilage des Chemnitzer Tageblattes.
1953 wurde Chemnitz in Karl-Marx-Stadt umbenannt. Erich Neubert malte damals für den Verlag Erhard Neubert in Karl-Marx-Stadt, Lindenstraße 2, unter anderem Märchenkalender und Quartettspiele. Entstanden sind in dieser Zeit auch zahlreiche Postkarten, z. B. mit der Figur des Mecki. Seine Abreiß-Adventskalender aber waren den DDR-Behörden ein Dorn im Auge: „Kalender von Erich Neubert, wie ‚Weihnachtswerkstatt‘ (1958), ‚Schneeflöckchens Weihnachtsreise‘ (1959) oder ‚Teddys Weihnachtsreise‘ (1960) entsprachen nicht den Vorstellungen des modernen sozialistischen Kinderkalenders.“
1961 siedelte Erich Neubert nach München über, wo er am 20. März 1970 starb.

## Forschungssituation, Werk und Bedeutung
Erich Neubert hinterließ ein umfangreiches grafisches Werk. Mit dem Zeichenstift hielt er u. a. die Eigenarten und Charaktere seiner Mitmenschen fest. Der Nachlass enthält zahlreiche Milieustudien aus der Kriegszeit und aus der Nachkriegszeit sowie seine Tagebücher. Neben Auftragsarbeiten gestaltete Neubert auch in eigener Initiative Bücher und Themen. Darunter sind Märchen, die er von ganzseitigen Tafeln bis hin zur Schrift und Textillustrationen komplett eigenhändig gestaltete. Einige seiner Adventskalender werden bis heute unverändert vom Korsch Verlag aufgelegt. Die Rechte an seinen Werken werden heute von seinem Enkel verwaltet.

## Werke (Auswahl)
- Advents-Abreißkalender "Schneeflöckchens Weihnachtsreise". Korsch Verlag. ISBN 978-3-7827-5772-0.
- Advents-Abreißkalender "Teddys Weihnachtsreise". Korsch Verlag. ISBN 978-3-7827-3846-0.
- Advents-Abreißkalender „Weihnachtswerkstatt“ (1957). Korsch Verlag. ISBN 978-3-7827-0560-8.
- Ein grünes Blatt : Eine Auswahl der schönsten Gedichte / Theodor Storm (1920)
- Ein Winteridyll und Lieder eines fahrenden Schülers (1920)
- Frühling und Liebe : die schönsten Gedichte / von Freiherr v. Eichendorff (1921)
- Schwenzelenz heit bei iech fruh! : Dies u. das aus dem Erzgebirge (1921)
- In St. Jürgen : Eine Erzählung / Theodor Storm (1921)
- An das Glück : Eine Auswahl / Friedrich Hebbel (1922)
- Bergfrühling : Eine Auswahl der schönsten Gedichte / Gottfried Keller (1922)
- Der Blumenstrauß: Eine Auswahl der schönsten Gedichte / Ludwig Uhland (1922)
- Drüben am Markt und Ein grünes Blatt : 2 Novellen / Theodor Storm (1922)
- Ein stiller Musikant Im Saal [u. a.]. 3 Geschichten / Theodor Storm (1922)
- Veronika und Viola tricolor : 2 Novellen / Theodor Storm (1922)
- Frühling und Liebe : Die schönsten Gedichte / Frh. von Eichendorff (1922)
- Hannchen und die Küchlein : Ein Familienidyll (1922)
- Romeo und Julia auf dem Dorfe : Eine Erz. / Gottfried Keller (1922)
- Junge Liebe : Eine Ausw. d. schönsten Gedichte / Annette Freiin von Droste-Hülshoff (1922)
- Das Fähnlein der sieben Aufrechten.... Eine Novelle (1924)
- UImensee. Späte Rosen. Zwei Geschichten von Theodor Storm (1925)
- Kempnitz, die feste (1928)
- Ä Faßl Freibier : Ein heiteres Spiel in erzgebirgischer Mundart in 1 Aufzug (1934)
- Ein Spaziergang durch die Magdeburger Mundart (1937)
- Mozart auf der Reise nach Prag (o. J.)
- Das neugierige Engelchen : Ein Märchen f. groß u. klein (1948)
- Der Wurzelzwerg und das Glockenblumenelfchen und Der Weihnachtsengel : Zwei kleine Theaterstücke f. d. "Kinderbühne" (1948)
- Dummerchen: Ein Bilderbuch für kleine Leute (1950)
- Kleine Helfer: Bunte Bilder von fleißigen Leutchen (1950)
- Wir legen Figuren: Ein Beschäftigungsspiel zur Unterhaltung und Belehrung für jung u. alt (1951)
- Rekorde im Tierreich: Quartettspiel und Schwarzer Peter (1962)